# Rhomballichthys carinatus
Rhomballichthys carinatus är en djurart som tillhör fylumet bukhårsdjur, och som beskrevs av Schwank 1990. Rhomballichthys carinatus ingår i släktet Rhomballichthys och familjen Chaetonotidae. Inga underarter finns listade i Catalogue of Life.